# غرد سياه (فين)
غرد سیاه (بالفارسية: گردسیاه) هي قرية تقع في إيران في قسم فين الريفي. يقدر عدد سكانها بـ 18 نسمة .